# Affaire Sacco et Vanzetti
Pour les articles homonymes, voir Sacco et Vanzetti (homonymie).

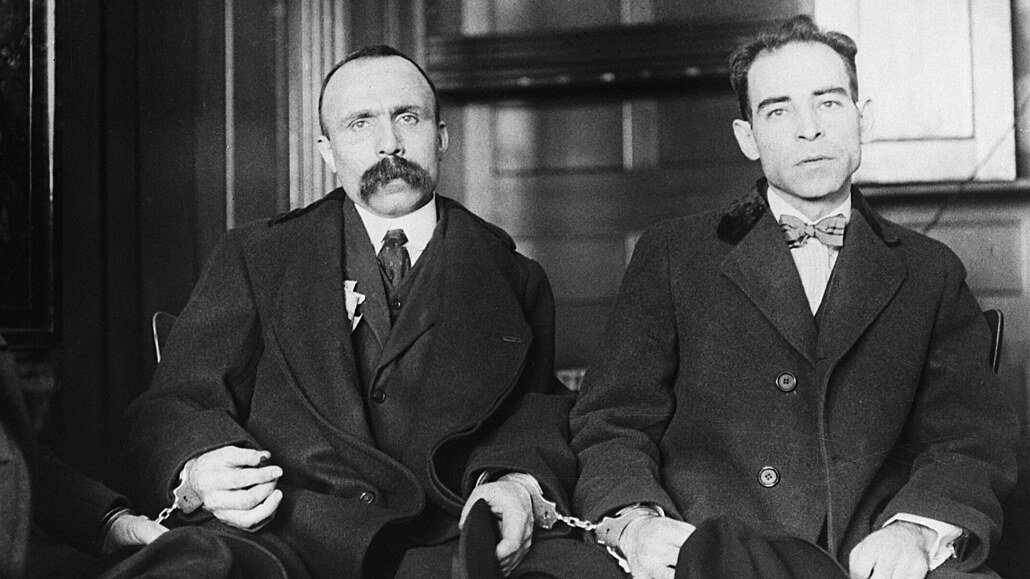
Vanzetti (à gauche) et Sacco (à droite).

L’affaire Sacco et Vanzetti est une controverse judiciaire survenue dans les années 1920 aux États-Unis, concernant les anarchistes d'origine italienne Nicola Sacco et Bartolomeo Vanzetti, condamnés à mort et exécutés dans la nuit du 22 au 23 août 1927. Leur culpabilité fut extrêmement controversée aussi bien à l'époque que par la suite, et plusieurs œuvres artistiques leur rendent hommage. Leur jugement a été invalidé  sur la forme par le gouverneur du Massachusetts Michael Dukakis le 23 août 1977 mais leur culpabilité ou leur innocence n’a pas été établie pour autant.

## Contexte

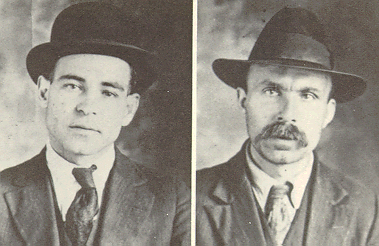
Images de Nicola Sacco et Bartolomeo Vanzetti, certainement antérieures à 1927.

Comme en Europe, les années 1919 et 1920 sont difficiles aux États-Unis car il faut reconvertir l'économie de guerre et faire face à l'inflation. La fin du dirigisme étatique mis en place en 1917 et la montée du syndicalisme provoquent de nombreuses grèves dans tout le pays. En 1919, on recense 4,1 millions de grévistes qui réclament de meilleurs salaires et une réduction du temps de travail. Des grèves dégénèrent en affrontements et donnent lieu à des violences avec la police dans plusieurs grandes villes, comme à Boston.
Dans ce climat social, l'année 1919 est marquée par de nombreux attentats anarchistes. Des responsables politiques sont visés, comme le maire de Seattle ou celui de Cleveland, chez lequel une bombe explose. En 1920, quelques mois après l'arrestation de Sacco et Vanzetti, les bureaux de la banque Morgan à Wall Street sont soufflés par un attentat qui fait 38 morts et plus de 200 blessés. Les autorités prennent des mesures de répression contre les anarchistes mais aussi contre les communistes et les socialistes américains. Certains sont emprisonnés, d'autres contraints de s'exiler. L'opinion publique amalgame les grévistes, les étrangers et « les Rouges ». Elle craint la progression du bolchévisme en Europe, le terrorisme de gauche et se méfie des immigrés récemment arrivés qui parlent à peine l'anglais. Cette période est connue sous le terme de « Peur rouge ».

## Début de l'affaire
En 1919 et 1920, deux braquages ont lieu dans le Massachusetts : le premier est un hold-up manqué contre un camion qui transporte 16 000 $, la paye des 500 ouvriers de la fabrique de chaussures  L.Q. White, à Bridgewater le 24 décembre 1919, le gang motorisé de trois personnes armées engage une fusillade mais un tramway fait écran entre eux et le camion, si bien que les trois braqueurs battent en retraite ; l'autre à South Braintree, dans la banlieue de Boston, le 15 avril 1920. Ce dernier braquage fait deux morts : Frederic Parmenter, caissier de la manufacture de chaussures Slater and Morril, et son garde du corps Alessandro Berardelli. Ils sont abattus à coups de revolver par deux hommes dans la rue principale. Les 15 000 $ correspondant à la paye des ouvriers sont volés.
Les soupçons de la police se portent immédiatement sur Sacco et Vanzetti. Bien qu'aucun des deux n'ait un casier judiciaire, les autorités les connaissent comme des militants radicaux favorables au terrorisme révolutionnaire dont le principal représentant est l'avocat Luigi Galleani. La police relie les crimes récents au courant galléaniste, spéculant que les voleurs sont motivés par la nécessité de financer leurs attentats par des braquages. Elle suspecte notamment Ferruccio Coacci, ouvrier italien qui a travaillé pour les deux manufactures et dans la maison duquel elle retrouve des cartouches 7,65 × 17 mm Browning identiques à celles retrouvées dans le corps des deux convoyeurs.
Le brigadier de police de Bridgewater, Michael E. Stewart, soupçonne Mario Buda, colocataire de Coacci et propriétaire d'une voiture supposée avoir été utilisée lors du braquage de South Braintree. Le 5 mai 1920, la police tente d'appréhender Mario Buda et trois autres hommes (par la suite identifiés comme Sacco, Vanzetti et Riccardo Orciani) alors qu'ils viennent récupérer cette voiture en réparation dans un garage de la région, le garagiste ayant alerté la police après s'être aperçu que la plaque d'immatriculation était fausse. Ils tentent de fuir, mais la police parvient à rattraper Sacco et Vanzetti, détenteurs d'armes à feu, qui sont inculpés pour les deux braquages.

## Procès

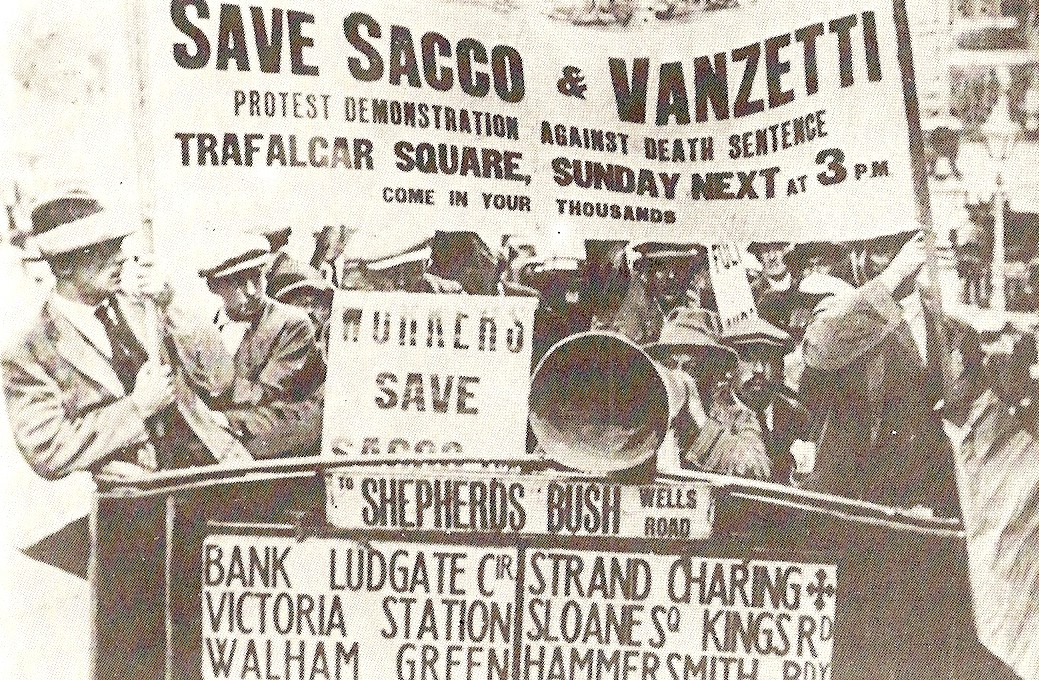
Manifestation de soutien à Sacco et Vanzetti.

Le premier procès débute le 22 juin 1920. Un certain nombre de témoins à charge, qui n'ont vu le braquage que de loin, affirment avoir « reconnu » des Italiens, notamment l'un portant une moustache comme celle de Vanzetti, le débat portant sur la longueur de cette moustache. Les témoins à décharge, des immigrés italiens supposés être d'accointance avec les milieux anarchistes, fournissent un alibi à Vanzetti mais sont déstabilisés par le procureur.
Le 16 août 1920, Vanzetti seul est condamné pour le premier braquage de 12 à 15 ans de prison, Sacco ayant pu prouver qu'il avait pointé à l'usine le jour de ce premier braquage.
Le second procès, qui a lieu à Dedham du 31 mai au 14 juillet 1921, met surtout en scène l'expertise en balistique, encore balbutiante à cette époque. Vanzetti porte, selon l’accusation, un pistolet de calibre 38 qui aurait appartenu à l’une des victimes, et Sacco un Colt automatique de calibre 32, soit le même que les quatre balles trouvées sur les lieux du braquage. Ce second procès, dont le verdict a été fortement influencé par l'attentat anarchiste de Wall Street du 16 septembre 1920, les condamne tous les deux à la peine capitale pour les crimes de South Braintree, malgré le manque de preuves formelles. Carlo Tresca et Aldino Felicani (vieil ami de Vanzetti), deux militants de l'Industrial Workers of the World, et quelques représentants de la bourgeoisie libérale de Boston lancent une campagne médiatique nationale et internationale en leur faveur. Ils montent, dès le 9 mai, un comité de défense qui parviendra à lever pendant 7 ans un fonds de 300 000 dollars qui financera leur avocat californien Fred Moore, spécialisé dans les procès politiques, pour effectuer ses propres enquêtes.
Dès lors, des comités de défense se mettent en place dans le monde entier pour sensibiliser l'opinion sur cette injustice. L'affaire passionne en particulier l'opinion italienne et en 1921, les fascistes demandent au gouvernement italien d'aider les deux anarchistes, qu'ils jugent persécutés en tant qu'Italiens. Une fois arrivé au pouvoir l'année suivante, Benito Mussolini intercède en faveur de Sacco et Vanzetti en écrivant à Channing H. Cox, gouverneur du Massachusetts, pour demander leur grâce et en demandant à l'ambassadeur d'Italie aux États-Unis d'intervenir auprès du président Calvin Coolidge,, qui était également le prédécesseur de Cox comme gouverneur du Massachusetts. Outre l'impact de cette affaire sur l'opinion publique italienne, le soutien de Mussolini à Sacco et Vanzetti peut s'expliquer par l'estime et même l'admiration pour le mouvement anarchiste que le dirigeant fasciste avait conservé de ses engagements de jeunesse à gauche,.
Comme Sacco en 1923, Vanzetti est placé début 1925 en hôpital psychiatrique. Le 12 mai 1926, leur condamnation à mort est confirmée. En novembre 1925, un bandit dénommé Celestino Madeiros, cependant déjà condamné à mort dans une autre affaire, avoue de sa prison être l'auteur, avec des membres du gang de Joe Morelli, du braquage de South Braintree, mais le juge Webster Thayer (en), vieil Américain qui n'aimait ni les Italiens ni les anarchistes, refuse de rouvrir le dossier. Malgré une mobilisation internationale intense et le report à plusieurs reprises de l'exécution, Nicola Sacco, Bartolomeo Vanzetti et Celestino Madeiros sont exécutés sur la chaise électrique dans la nuit du 22 au 23 août 1927, à la prison d'État de Charlestown dans la banlieue de Boston, par le célèbre bourreau Robert G. Elliott, suscitant une immense réprobation.
Aux États-Unis, plusieurs intellectuels, juristes et journalistes se mobilisent pour former un comité de défense. Parmi ceux-ci figurent Felix Frankfurter, Heywood Broun, Walter Lippmann, Max Eastman, John Dos Passos, Sinclair Lewis, Lincoln Steffens, Jeannette Augustus Marks, Mary Heaton Vorse, Alice Hamilton et d'autres. Leur activité est reprise par la publication en 1929 de Thirteen Days, de Jeannette Marks, qui est un compte rendu du travail accompli par le comité de défense durant les dix jours précédant les exécutions. Après l'exécution, le comité de défense se procure les cendres et les divise en quatre parts égales, dont deux sont emmenées en Italie (au cimetière de Villafalletto) et les deux autres conservées à la bibliothèque municipale de Boston, après diverses péripéties.

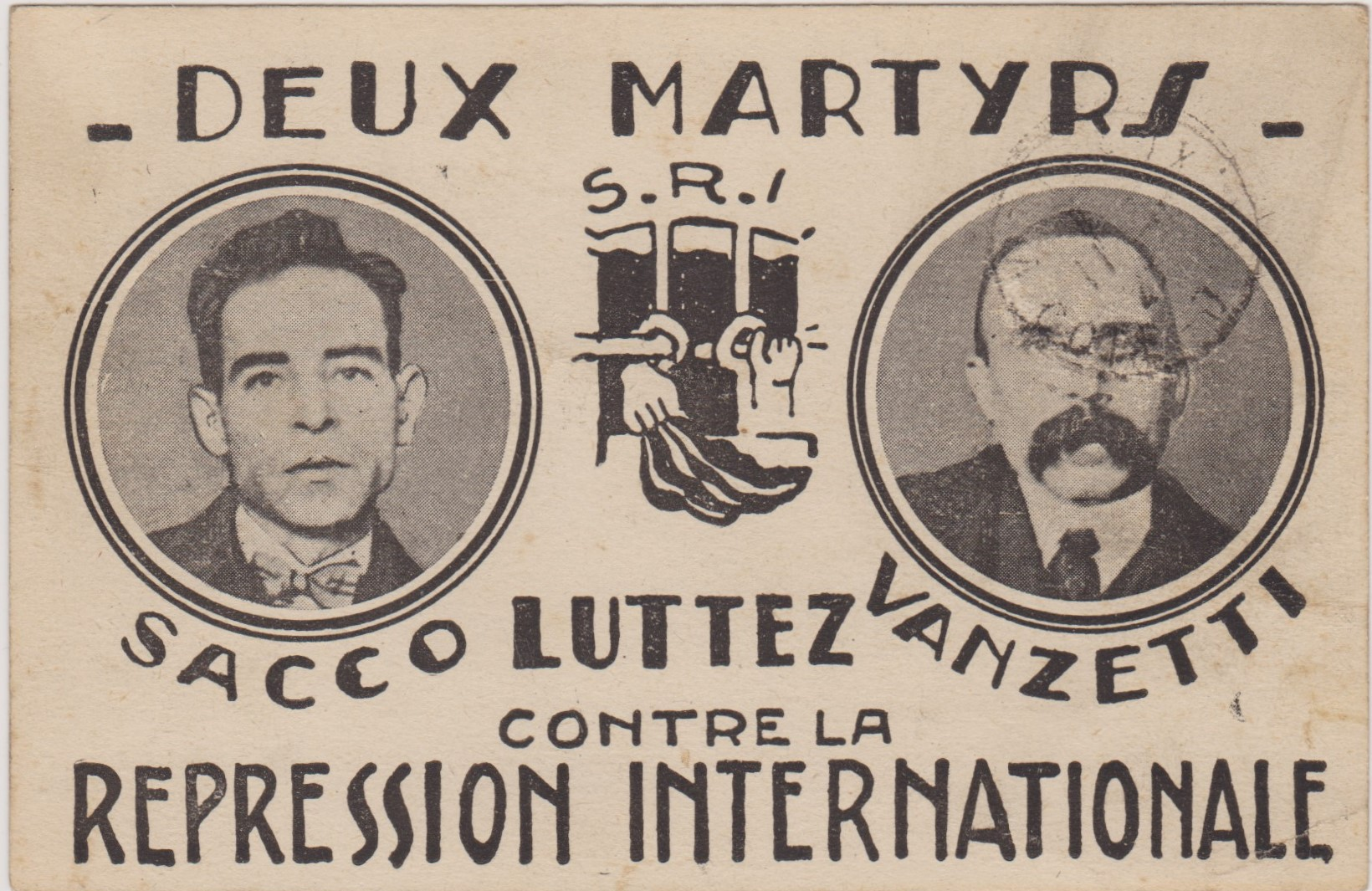
Carte de soutien à la campagne de solidarité pour Sacco et Vanzetti, éditée par la section française du Secours rouge international (SRI), en 1927.

En France, les manifestations et les pétitions en faveur des condamnés étaient nombreuses. Louis Lecoin, cofondateur et secrétaire du Comité de défense Sacco-Vanzetti, fit un coup d'éclat peu de temps après au sein du congrès de l'American Legion (regroupant les anciens combattants américains de la Première Guerre mondiale). Après avoir infiltré les lieux au prix d'un déguisement de militaire (Lecoin étant suivi par la police), il s'installa au sein du congrès. Le président prit la parole, et Lecoin se leva et répéta trois fois « Vivent Sacco et Vanzetti ! ». Il fut arrêté. Toutefois, le ministre de l'Intérieur dut rapidement le remettre en liberté, toute la presse ayant pris fait et cause pour Sacco et Vanzetti et, donc, pour Lecoin.
Le Secours rouge international mène lui aussi campagne pour « les martyrs Sacco et Vanzetti ».

## Suites
Des galléanistes ont réagi violemment, les années suivantes, se vengeant en plaçant des bombes au domicile des participants au procès, dont un juré du procès de Dedham, un témoin à charge, le bourreau Robert G. Elliott et le juge Thayer. Le 27 septembre 1932, un paquet de dynamite détruit la maison de Thayer à Worcester (Massachusetts). Thayer  en sort indemne, mais son épouse et un concierge sont blessés.
Le 23 août 1977, exactement 50 ans jour pour jour après leur exécution, le gouverneur du Massachusetts, Michael Dukakis, absout les deux hommes, les réhabilite officiellement et déclare que « tous les déshonneurs devaient être enlevés de leur nom pour toujours. »
André Kaspi reste toutefois en désaccord sur la question de l'innocence ou de la culpabilité des deux hommes. L'écrivain américain Francis Russell, s'appuyant sur une enquête de balistique réalisée en 1961, défend l'idée selon laquelle seul Sacco était coupable. Selon lui, le dirigeant anarchiste Carlo Tresca aurait confirmé cette thèse peu avant sa mort.
D'après une émission de la National Public Radio (États-Unis) en date du 4 mars 2006, l'écrivain Upton Sinclair, qui avait beaucoup écrit en faveur de Sacco et Vanzetti, avait fini par avoir des doutes sur leur innocence et avait interrogé leur avocat, Fred Moore. Dans une lettre découverte par un collectionneur dans les lots d'une vente publique, Sinclair aurait écrit : « Seul avec Fred dans une chambre d'hôtel, je lui demandai toute la vérité. Il me dit alors que les hommes étaient coupables et il me raconta dans les moindres détails comment il avait monté une série d'alibis en leur faveur. » Sinclair se serait trouvé des excuses pour ne pas se dédire. L'invité de la National Public Radio qui faisait état de cette lettre était Tony Arthur, biographe de Sinclair.

## Citation
Vanzetti, condamné avec Sacco à l’électrocution, répond le 9 avril 1927 au juge Thayer :

« Si cette chose n'était pas arrivée, j'aurais passé toute ma vie à parler au coin des rues à des hommes méprisants. J'aurais pu mourir inconnu, ignoré : un raté. Dorénavant, nous ne sommes plus des ratés. Ceci est notre carrière et notre triomphe. Jamais, dans toute notre vie, nous n'aurions pu espérer faire pour la tolérance, pour la justice, pour la compréhension mutuelle des hommes, ce que nous faisons aujourd’hui par hasard. Nos paroles, nos vies, nos souffrances ne sont rien. Mais qu’on nous prenne nos vies, vies d'un bon cordonnier et d'un pauvre vendeur de poissons, c'est cela qui est tout ! Ce dernier moment est le nôtre. Cette agonie est notre triomphe. »

## Dans la culture

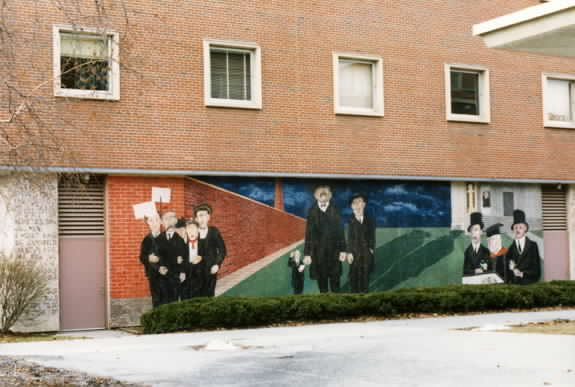
Mosaïque de Ben Shahn à l'université de Syracuse.
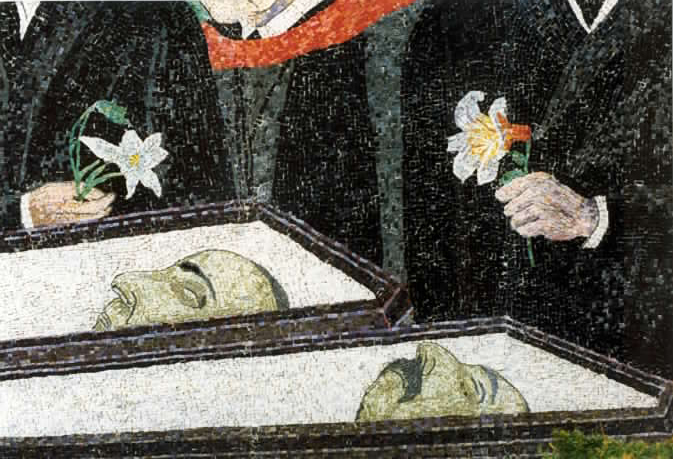
Détail de la mosaïque.

### Littérature
- 1936 : John Dos Passos, dans le troisième volume intitulé La Grosse Galette de sa trilogie U.S.A., place le personnage de Mary French au centre du combat pour la libération de Sacco et Vanzetti.
- 1956 : Allen Ginsberg, dans son poème America, fait référence à l'affaire : « Amérique, Sacco et Vanzetti ne doivent pas mourir. »
- 1956 : Louis Aragon, dans Le Roman inachevé[20], consacre un poème à Sacco et Vanzetti, intitulé Intermède français, qui exprime la déception d'Aragon après une manifestation de soutien à Sacco et Vanzetti à Dieppe ne rassemblant que peu de personnes. Il a été chanté par Marc Ogeret sous le titre Le Jour de Sacco-Vanzetti.

### Théâtre
- En 1966, Armand Gatti crée Chant public devant 2 chaises électriques au Théâtre national populaire (Palais de Chaillot). Cette pièce chorale donne une dimension universelle au combat de Sacco et Vanzetti.

### Chanson
- Joan Baez interprète la chanson de la bande originale du film, Here's to You (musique d'Ennio Morricone), quatre vers répétés cinq fois qui  font référence aux paroles de Vanzetti au juge Thayer. La chanson devient un tube mondial à l’été 1971[21].

La même année, la chanson est traduite en français par Georges Moustaki, sous le titre Marche de Sacco et Vanzetti, et interprétée entre autres par Tino Rossi, Les Compagnons de la chanson et Mireille Mathieu…
- Yvon Le Men interprète la chanson Le café (Lieu social évident) dans l'album Chant manuel (Névénoé 1975) dans laquelle il mentionne l'affaire : « Seulement, il y a aussi la salamandre, Sacco et Vanzetti, état de siège et monsieur Marcel Dassault, finis les beaux jours de France, Sacco et Vanzetti tiennent mieux dans la peau d'un OS de Billancourt, d'un breton exilé qu'un héros de love story. »

- Leny Escudero enregistre Sacco et les autres.
- Woody Guthrie a consacré tout un cycle de chansons à l'affaire, en donnant des détails sur le procès et sur la vie des deux militants. Une chanson de Scott Walker, intitulée The Ballad of Sacco and Vanzetti, leur est également consacrée.
- En 2020, dans son album Camarades, l'artiste de dub militant Dubamix consacre une chanson Sacco E Vanzetti.

### À l'écran
- 1927 : le film Sacco und Vanzetti d’Alfréd Deésy avec Louis V. Arco (en) et Hans Peppler (de)
- 1963 : le téléfilm Sacco und Vanzetti avec Alfred Müller
- 1966 : le téléfilm De zaak Sacco en Vanzetti de John van de Rest avec Wies Andersen (en) et Henk van Ulsen (en)
- 1967 : le film L’affaire Sacco et Vanzetti de Paul Roland avec Richard Müller et Maurice Travail
- 1971 : le film Sacco et Vanzetti de Giuliano Montaldo retrace l’affaire. La chanson Here's to You de Joan Baez accompagne le générique de fin.
- 1977 : la mini série Sacco e Vanzetti de Giacomo Colli (it) avec Achille Millo (it) et Franco Graziosi
- 1983 : dans la série télévisée Les Brigades du Tigre, l'épisode Les Fantômes de Noël (saison 6, épisode 4) a pour fond l'affaire Sacco et Vanzetti.
- 1989 : dans le film Mes meilleurs copains de Jean-Marie Poiré, lors du « happening politique » à l'usine (18e minute du film), Jean-Michel (Christian Clavier) s'écrie : « Libérez Sacco et Vanzetti ! »
- 1997 : dans la série animée Les Zinzins de l'espace (saison 1, épisode 16), l'extra-terrestre Candy hurle « Libérez Sacco et Vanzetti ! » pendant la révolte de la basse-cour prolétarienne contre le cochon capitaliste.
- 2005 : le téléfilm Sacco et Vanzetti de Fabrizio Costa avec Sergio Rubini et Ennio Fantastichini
- 2006 : le film Sacco and Vanzetti de Peter Miller avec les voix de Tony Shalhoub et John Turturro

### Jeux vidéo
- Le titre Here's to you (1971) est également présent dans deux jeux de la série Metal Gear : Metal Gear Solid 4: Guns of the Patriots (2008), ainsi que Metal Gear Solid: Ground Zeroes (2014).

### Toponymie
- En Ukraine, un village de l'oblast de Donetsk porte le nom de « Sakko i Vantsetti », donné pendant l'époque soviétique[22].
- Plusieurs villes ont une voie qui porte leur nom : Villepinte (France), Villejuif (France), Drancy (France), Rantigny (France), Korosten (Ukraine), Korolev (Russie), Novossibirsk (Russie).

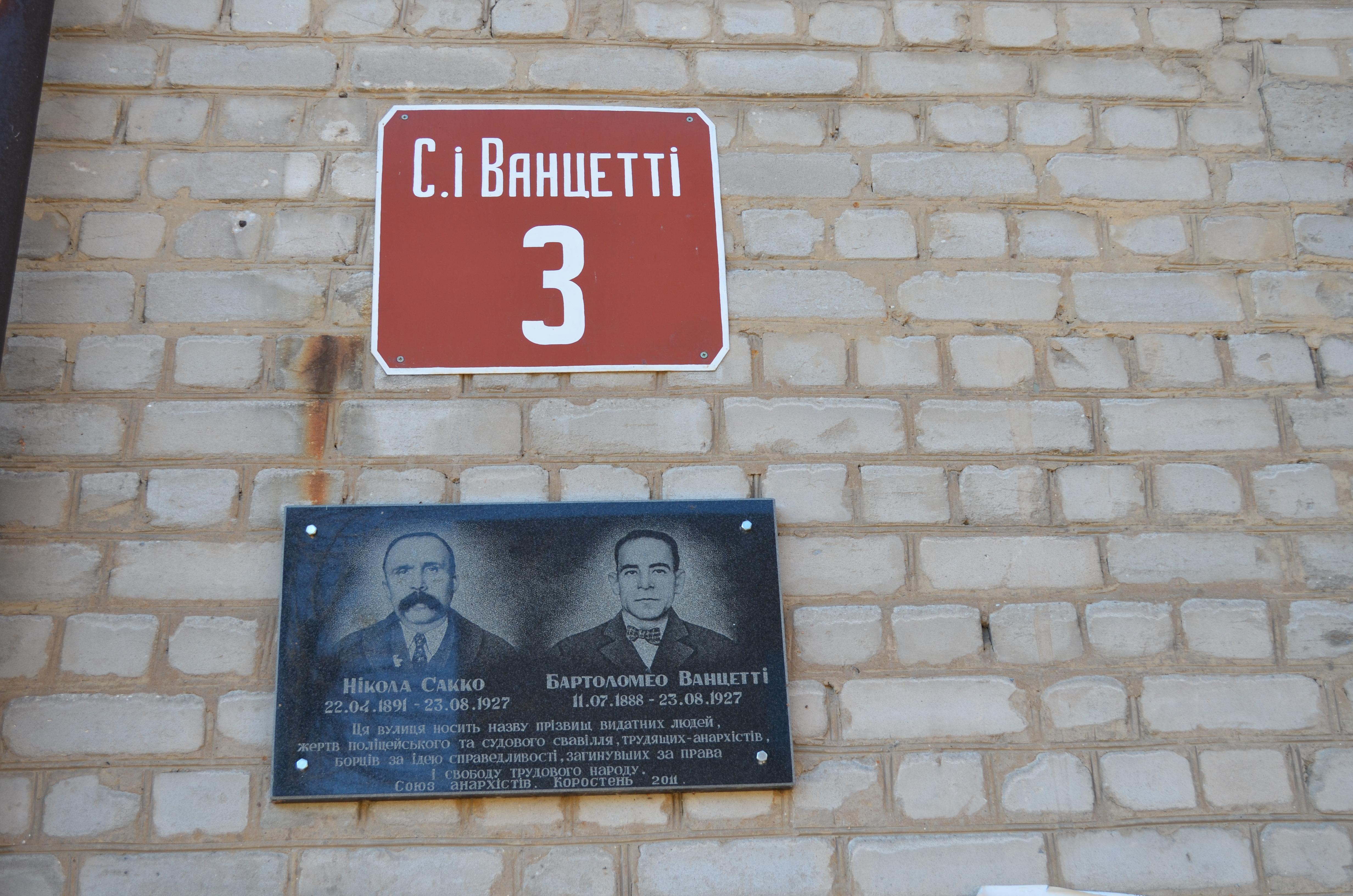
La rue à Korosten en Ukraine.
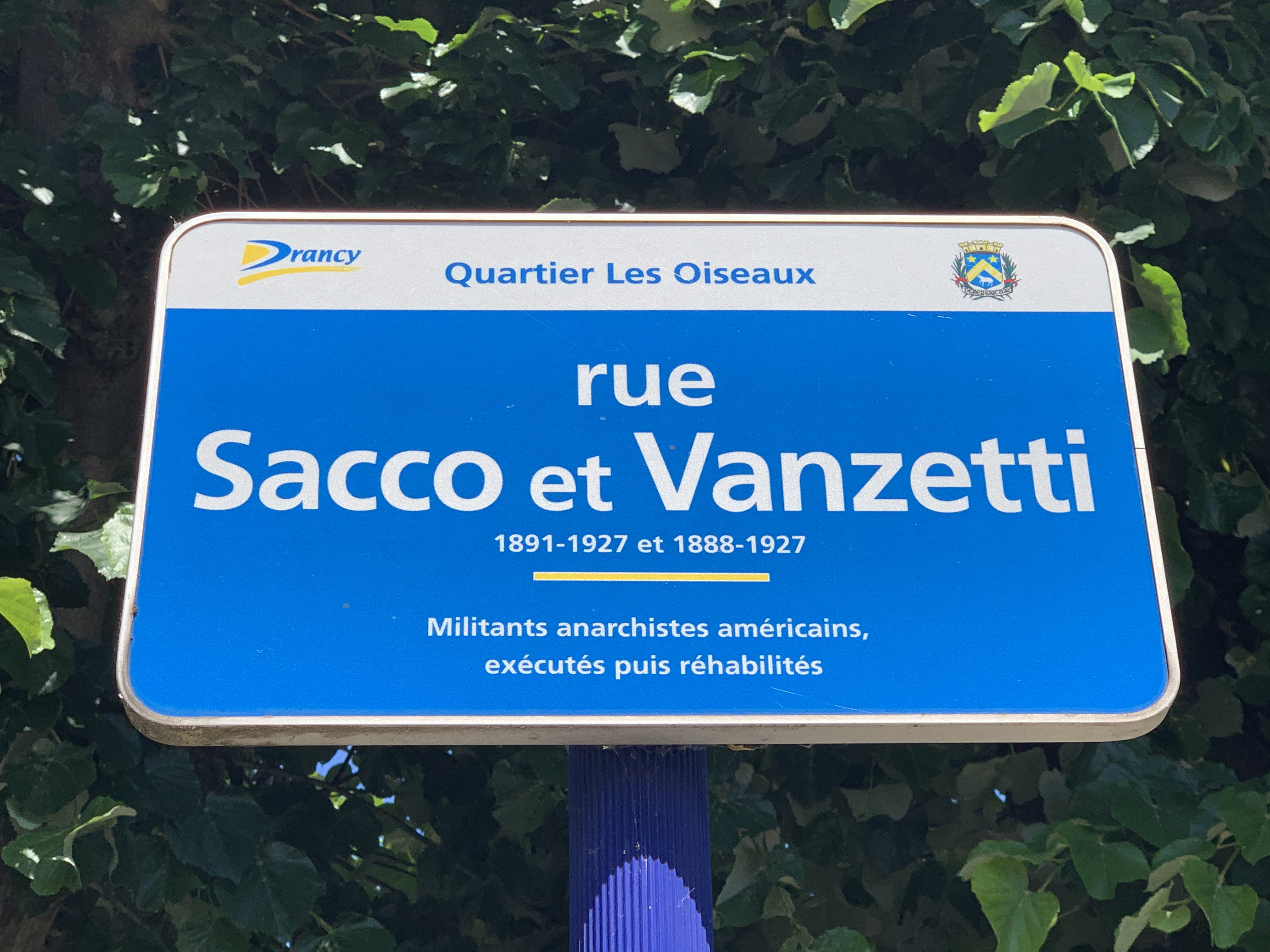
Rue Sacco et Vanzetti à Drancy.

#### En anglais
- Felix Frankfurter, The Case of Sacco and Vanzetti: A Critical Analysis for Lawyers and Laymen, William S. Hein & Company (réimpr. 2003) (1re éd. 1927), 136 p. (ISBN 9781575888057, lire en ligne).
- Max Shachtma, Sacco and Vanzetti, Labor's Martyrs (réimpr. 2021 aux éd. Hassell Street Press) (1re éd. 1927 aux éd. International Labor Defense), 84 p. (ISBN 9781013375224, lire en ligne).
- Jeannette Marks, Thirteen Days : On the trial and execution of N. Sacco and B. Vanzetti, Albert & Charles Boni, 1929, 158 p. (OCLC 562337974, lire en ligne).
- Robert P. Weeks (dir.), Commonwealth vs. Sacco and Vanzetti : A collection of source materials, Prentice-Hall, mai 1958, 312 p. (LCCN 58009268, lire en ligne).
- Roberta Strauss Feuerlicht, Justice Crucified: The Story of Sacco and Vanzetti, McGraw-Hill, 1977, 520 p. (ISBN 9783203507026, lire en ligne).
- Francis Russell, Sacco & Vanzetti: The Case Resolved, New York, HarperCollins Publishers, 1er décembre 1986, 264 p. (ISBN 9780060155247, lire en ligne).
- Paul Avrich, Sacco and Vanzetti: The Anarchist Background, Princeton, New Jersey, Princeton University Press (réimpr. 1996) (1re éd. 1990), 282 p. (ISBN 9780691026046, lire en ligne).
- Doreen Rappaport, The Sacco-Vanzetti Trial (Be the Judge Be the Jury), HarperCollinsPublishers, 1992, 184 p. (ISBN 9780064461139, lire en ligne).
- Joseph B. Kadane & David A. Schum, A Probabilistic Analysis of the Sacco and Vanzetti Evidence, Wiley, 25 mai 1996, 400 p. (ISBN 9780471141822, lire en ligne).
- Frank M. D'Alessandro, The Verdict of History on Sacco and Vanzetti, Jay Street Publishers, 1er juin 1997, 452 p. (ISBN 9781889534077, lire en ligne).
- The Letters of Sacco and Vanzetti, Secaucus, New Jersey, Citadel Press, 1er août 1997, 436 p. (ISBN 9780141180267, lire en ligne).
- Michael Miller Topp, The Sacco and Vanzetti Case: A Brief History with Documents, Bedford/St. Martin's, 3 novembre 2004, 228 p. (ISBN 9780312400880, lire en ligne).
- James Barter, The Trial of Sacco and Vanzetti, Detroit, Lucent Books, 7 janvier 2005, 120 p. (ISBN 9781590185490, lire en ligne).
- Mark Binelli, Sacco and Vanzetti Must Die!, Dalkey Archive Press, 1er mars 2006, 378 p. (ISBN 9781564784452, lire en ligne).
- Susan Tejada, In Search of Sacco and Vanzetti: Double Lives, Troubled Times, and the Massachusetts Murder Case That Shook the World, University Press of New England, 27 mars 2012, 408 p. (ISBN 9781555537784, lire en ligne).

#### En français
- « Sacco et Vanzetti », Itinéraire : une vie, une pensée, no 2,‎ décembre 1987 (lire en ligne).
- Franck Thiriot et Ronald Creagh, Sacco et Vanzetti, éditions du Monde libertaire, coll. « Graine d'ananar », 2014.
- Ronald Creagh, L'affaire Sacco et Vanzetti, Lyon, Atelier de création libertaire, 2004.
- Pierre Duchesne, Sacco et Vanzetti, Paris, Presse de la Cité, 1971.
- André Kaspi, Les États-Unis au temps de la prospérité, 1919-1939, Paris, Hachette, 1994 (1re éd. 1980) (ISBN 978-2-012-35102-8).
- Francis Russell, L'affaire Sacco-Vanzetti, Paris, Robert Laffont, 1964.
- John Dos Passos, Devant la chaise électrique, Sacco et Vanzetti : histoire de l'américanisation de deux travailleurs étrangers, Arcades Gallimard, 2009 (ISBN 978-2-070-12111-3).
- Michel Ragon, Dictionnaire de l'Anarchie, Albin Michel, 2008, 386 p. (lire en ligne).

#### En italien
- (it) Luigi Botta (préf. Pietro Nenni), Sacco e Vanzetti: giustiziata la verità, Cavallermaggiore, Edizioni Gribaudo, 1978 (lire en ligne).
- (it) « Sacco, Nicola e Vanzetti, Bartolomeo », dans Dizionario di Storia, Istituto dell'Enciclopedia Italiana, 2011 (lire en ligne).
- (it) Luigi Botta, Robert D'Attilio (contrib.) et Jerry Kaplan (contrib.) (préf. Giovanni Vanzetti), La marcia del dolore - I funerali di Sacco e Vanzetti - Una storia del Novecento, Rome, Nova Delphi Libri, 2017 (lire en ligne).
- (it) Luigi Botta, Sacco & Vanzetti - Cronologia - Strumenti di ricerca, Savigliano, Edizioni Cristoforo Beggiami, 2017 (lire en ligne).
- (it) Luigi Botta, Bibliografia sul caso Sacco e Vanzetti (1920-2017), Savigliano, Edizioni Cristoforo Beggiami, 2017 (lire en ligne).
- (it) Luigi Botta et al., Sacco e Vanzetti 1927-2017, Coni, Istituto Storico della Resistenza, coll. « Il presente e la storia », 2017 (lire en ligne).
- (it) Luigi Botta (préf. Giuseppe Galzerano), Bartolomeo Vanzetti: Una vita proletaria - Retroscena del processo di Plymouth, Casalvelino Scalo, Galzerano Editore / Atti e memorie del popolo, 2017 (lire en ligne).
- (it) Luigi Botta, Le carte di Vanzetti, Turin, Nino Aragno Editore, 2019 (lire en ligne).